# General Higinio Morínigo
General Higinio Morínigo é uma cidade do Paraguai, Departamento Caazapá. Sua economia é baseada na pecuária e agricultura.

## Transporte
O município de General Higinio Morínigo é servido pelas seguintes rodovias:
- Caminho em terra ligando a cidade ao município de Abaí
- Caminho em pavimento ligando a cidade de San Juan Nepomuceno ao município de Iturbe (Departamento de Guairá)[1][2][3]